# Hydrochasma patens
Hydrochasma patens är en tvåvingeart som beskrevs av Cresson 1938. Hydrochasma patens ingår i släktet Hydrochasma och familjen vattenflugor. Inga underarter finns listade i Catalogue of Life.